# Ruderting

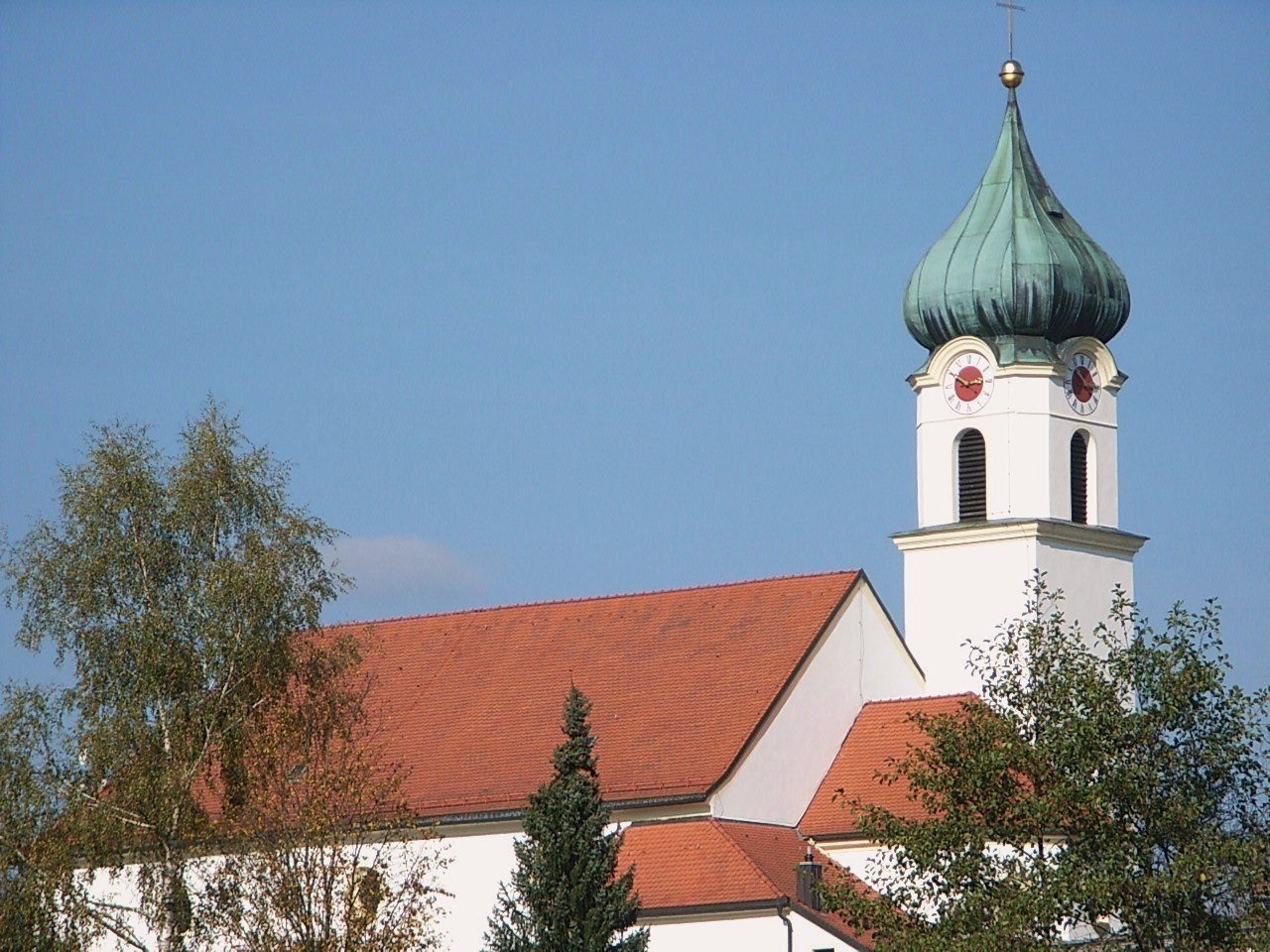
Die katholische Pfarrkirche St. Josef

Ruderting ist eine Gemeinde im niederbayerischen Landkreis Passau.

## Geografie

### Geografische Lage
Die Gemeinde liegt 11 Kilometer nördlich von Passau und 11 Kilometer südlich von Tittling im südlichen Bayerischen Wald westlich der Ilz und grenznah zu Österreich.
Durch eine Ortsumgehung der Bundesstraße 85, konnte der Ort eine Dorferneuerung angehen, da er vom starken Durchreiseverkehr entlastet wurde.

### Gemeindegliederung
Es gibt 22 Gemeindeteile (in Klammern ist der Siedlungstyp angegeben):
- Attenberg (Weiler)
- Böheimmühle (Einöde)
- Ebental (Weiler)
- Fillasöd (Einöde)
- Fischhaus (Dorf)
- Gastorf (Weiler)
- Hatzesberg (Einöde)
- Irlmühle (Einöde)
- Petzersberg (Einöde)
- Reisach (Einöde)
- Reiserberg (Einöde)
- Reithof (Einöde)
- Rockerfing (Weiler)
- Ruderting (Pfarrdorf)
- Rußmühle (Einöde)
- Sittenberg (Dorf)
- Tauschberg (Weiler)
- Trasham (Dorf)
- Trautenberg (Weiler)
- Weikersdorf (Einöde)
- Wullersdorf (Weiler)
- Zwischenberg (Weiler)

## Geschichte

### Bis zur Gemeindegründung
Ruderting war um 3000 v. Chr. besiedelt und verweist auf die  Chamer Kulturgruppe. Für den Aufenthalt der Kelten (600–100 v. Chr.) fanden sich ebenfalls Spuren im Gemeindegebiet.
Im Indizienverfahren wurde die Namensableitung des Dorfes „Rudert“-ing erfolgreich durchgeführt. Das Ergebnis zeigt den Edelmann „Rudbert oder Rudpert von Hals“ (fälschlicherweise meist als „Rupert“ erwähnt) als Namensgeber und Initiator der Ansiedlung Rud(b)erting. Rudberts Lebenszeit um das Jahr 1100 gilt damit nach der plausiblen Rechtfertigung als Gründungsjahr des heutigen Ortsteiles Ruderting.
Ruderting wurde 1311 erstmals urkundlich erwähnt, einige Ortsteile bereits 1280. Ruderting gehörte zum Rentamt Landshut und zum Landgericht Vilshofen des Kurfürstentums Bayern.
Im Mittelalter fanden sich mit den Obmannschaften im Gericht Hals und für den Ort Sittenberg im Gericht Dießenstein Verwaltungsstellen, bevor 1808 die Gemeinde Ruderting mit 23 Ortsteilen in einer Gemeinde zusammengefasst wurde.

### Handelsstraßen
Zwei alte, überregionale Handelsstraßen (heute Staatsstraße 2323) kreuzen sich im Gemeindeteil Ruderting: Die von Vilshofen kommende Staatsstraße über den Tiefenbacher Gemeindeteil Haselbach auf die Höhe nach Ruderting und hinab in das Tal der Ilz. In Fischhaus wird der Fluss überquert und bringt Reisende in den Markt Hutthurm an der B 12, früher als „Goldener Steig“ bezeichnete Salzhandelsstraße zwischen Passau und Böhmen.
Durch den Gemeindeteil Ruderting führte in Süd-Nord-Richtung bis zum Bau der Umgehungsstraße im Jahre 1999 die alte Handelsstraße von Passau über Tittling nach Grafenau bis Regen. Sie war im 14. Jahrhundert von Kaiser Karl IV. angelegt worden und wird heute als „Glasstraße“ geführt.

### 20. und 21. Jahrhundert
Ruderting war stets ein Verkehrsknotenpunkt und entwickelte sich im 20. Jahrhundert zum regionalen Mittelpunkt vor allem seit 1925 nach der Gründung der Fleisch- und Wurstwarenfabrik Zitzlsberger & Muttenhammer Z & M, die aber inzwischen nicht mehr existiert.
Heute sind die relative Stadtnähe zu Passau, örtliche Arbeitsplätze und der hohe Freizeit- und Erholungswert des Ilztals und des südlichen Bayerischen Waldes Grund dafür, dass viele Bürger Ruderting als Wohn- und Ferienort wählen.

### Einwohnerentwicklung
Im Zeitraum 1988 bis 2018 wuchs die Gemeinde von 2501 auf 3170 um 669 Einwohner bzw. um 26,8 %.
| Jahr | Einwohner |
| ---- | --------- |
| 1970 | 1911      |
| 1987 | 2487      |
| 1991 | 2576      |
| 1995 | 2936      |
| 2000 | 3124      |
| 2005 | 3087      |
| 2010 | 3036      |
| 2015 | 3128      |

## Politik
- CSU: 7
- FWG: 4
- BfR: 4
- SPD: 1

### Gemeinderat
Bei der Kommunalwahl vom 15. März 2020 haben von den 2670 stimmberechtigten Einwohnern in der Gemeinde Ruderting, 1716 von ihrem Wahlrecht Gebrauch gemacht, womit die Wahlbeteiligung bei 64,27 % lag.

### Bürgermeister
- 1989–2014: Josef Schätzl (CSU)
- 2014–0000: Rudolf Müller (CSU)

Bei der Kommunalwahl vom 15. März 2020 wurde Rudolf Müller mit 59,07 % der Stimmen wiedergewählt.

### Partnergemeinde
Ilz in der Steiermark und Stachy in Tschechien sind die Partnergemeinden.

### Wappen
| Wappen von Ruderting | Blasonierung: „Gespalten von Silber und Blau, über einem Wellenbalken im Schildfuß in verwechselten Farben vorne eine blaue heraldische Lilie, hinten ein vorderhalber, steigender, silberner Wolf.“ |
| Wappen von Ruderting | |

## Wirtschaft und Infrastruktur

### Arbeitsplätze
2017 gab es in der Gemeinde 706 sozialversicherungspflichtige Arbeitsplätze. Von der Wohnbevölkerung standen 1320 Personen in einem versicherungspflichtigen Beschäftigungsverhältnis. Damit war die Zahl der Auspendler um 613 Personen größer als die der Einpendler. 40 Einwohner waren arbeitslos.

### Landwirtschaft
2016 gab es 19 landwirtschaftliche Betriebe; 485 Hektar des Gemeindegebietes waren landwirtschaftlich genutzt. Der Wald umfasste 2017 insgesamt 372 Hektar.

### Verkehr
Die beiden wichtigsten Straßen des Ortes sind die Bundesstraße 85 von Regen nach Passau und die Staatsstraße 2323.
Daneben hat der Ort im Ortsteil Fischhaus an der Ilz einen Haltepunkt an der Bahnstrecke Passau–Freyung. Dieser wurde von 1890 bis 1982 im regulären Personenverkehr bedient. Anschließend bis 2002 nur noch im Sonderverkehr. Seit dem 16. Juli 2011 wird er im Rahmen des Freizeitverkehrsprojektes Donau-Moldau wieder an Samstagen, Sonntagen und Feiertagen im Sommerhalbjahr und zu Sonderfahrten ganzjährig regelmäßig angefahren.

### Bildung
Im Jahr 2018 gab es
- eine Kindertageseinrichtung mit 107 genehmigten Plätzen und 99 Besuchern und
- eine Volksschule mit vier Klassen, fünf Lehrern und 92 Schülern.

## Persönlichkeiten
- Uwe Kaa (* 1977), Musiker, aufgewachsen in Ruderting

### In Ruderting geboren
- Guido Kopp (1896–1971), Funktionär der Bayerischen Räterepublik, Widerstandskämpfer gegen den Nationalsozialismus und Verleger
- Konrad Kobler (* 1943), Abgeordneter des Bayerischen Landtags (CSU)